# Hedychium
Hedychium, auch Zieringwer, Hedychie, Schmetterlingsingwer, Schmetterlingslilie, Kahili-Ingwer oder Ingwerlilie genannt, ist eine Pflanzengattung, die zur Familie der Ingwergewächse (Zingiberaceae) gehört und etwa 100 Arten umfasst. Einige Arten, vor allem die Zucht-Hybriden werden in tropischen Parks und Gärten als Zierpflanzen verwendet.

## Beschreibung

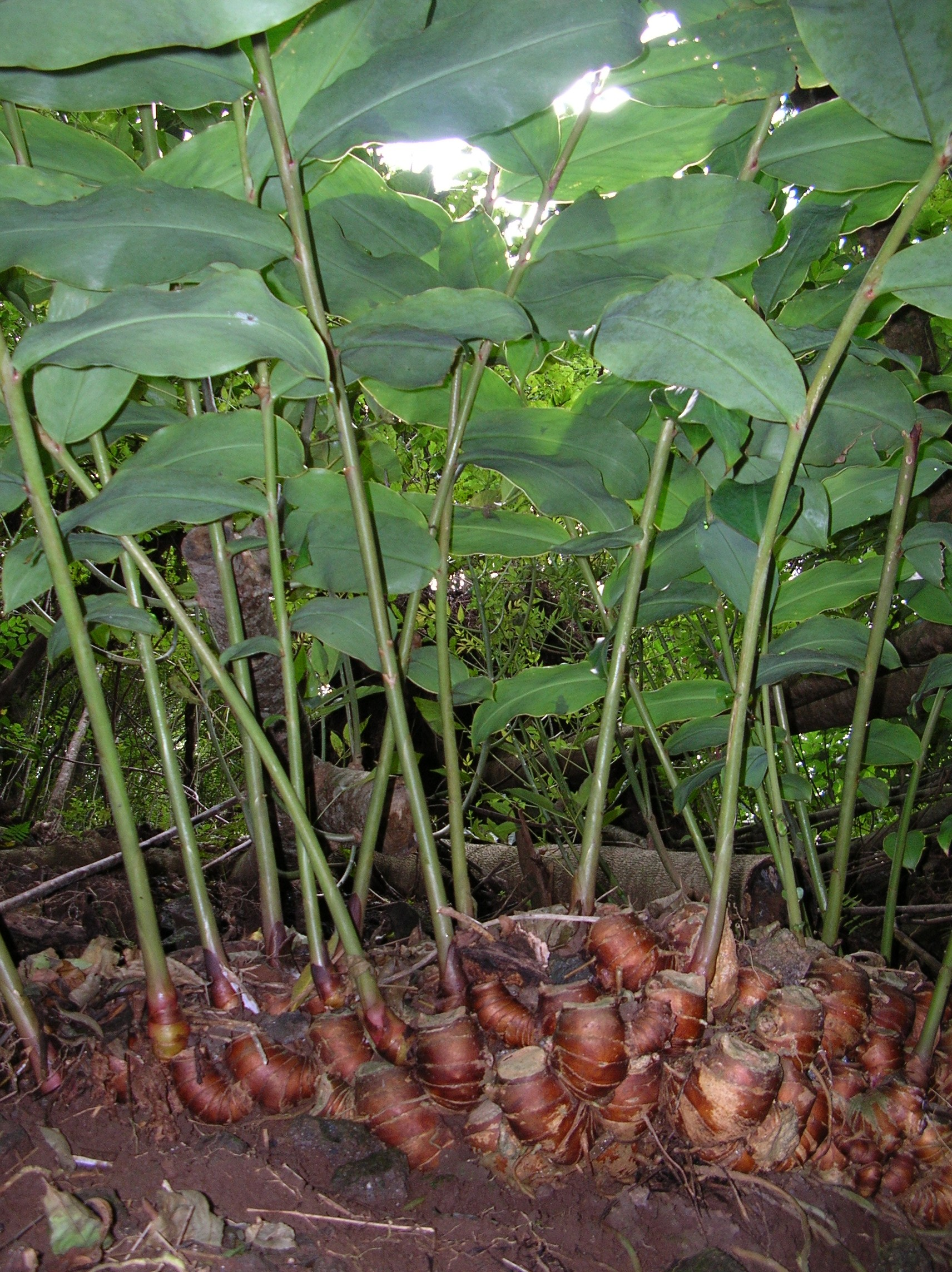
Rhizom und Habitus vom Schmetterlingsingwer (Hedychium gardnerianum)

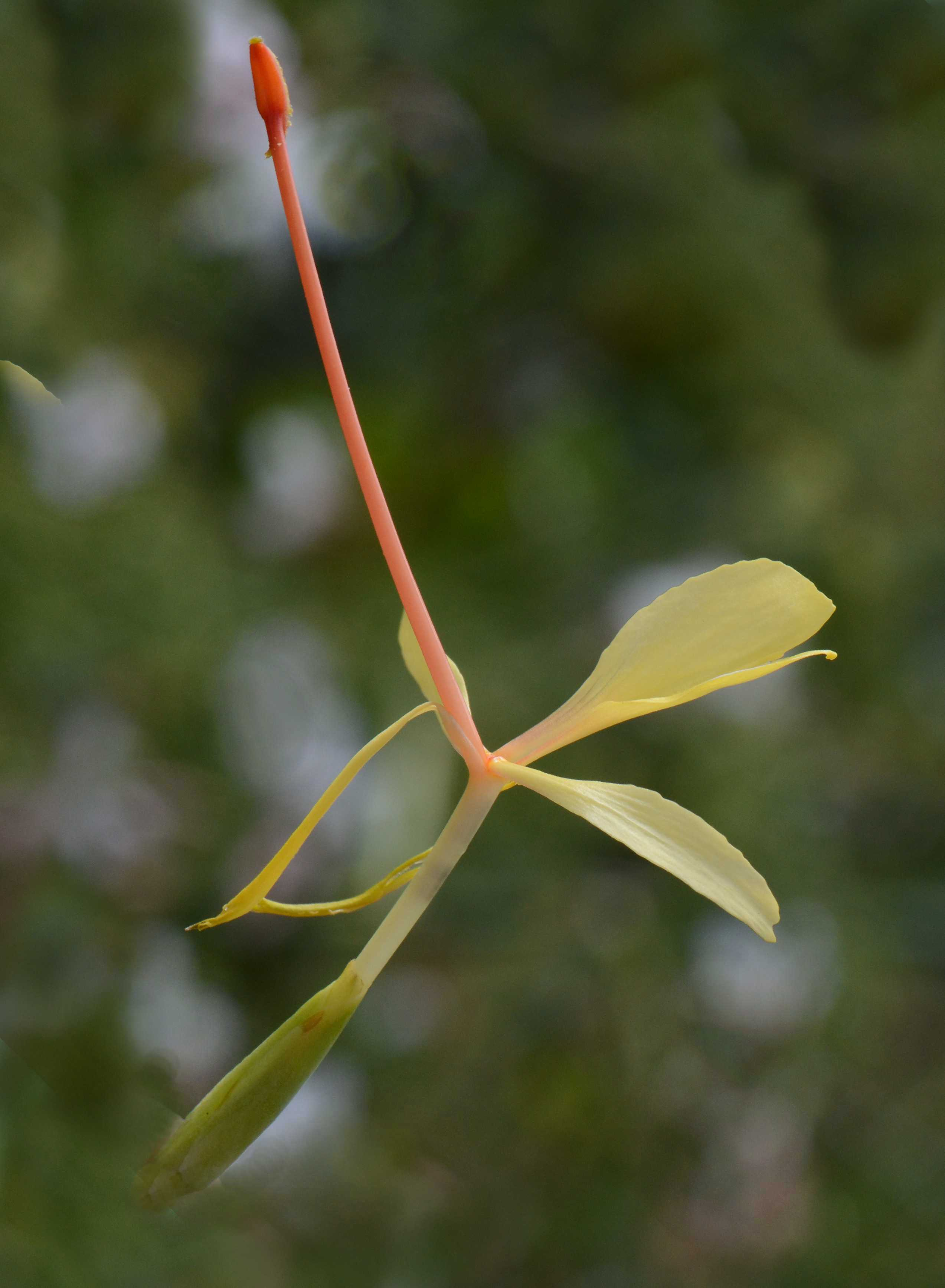
Zygomorphe Blüte vom Schmetterlingsingwer (Hedychium gardnerianum) mit dem roten, langen Staubfaden mit Griffel

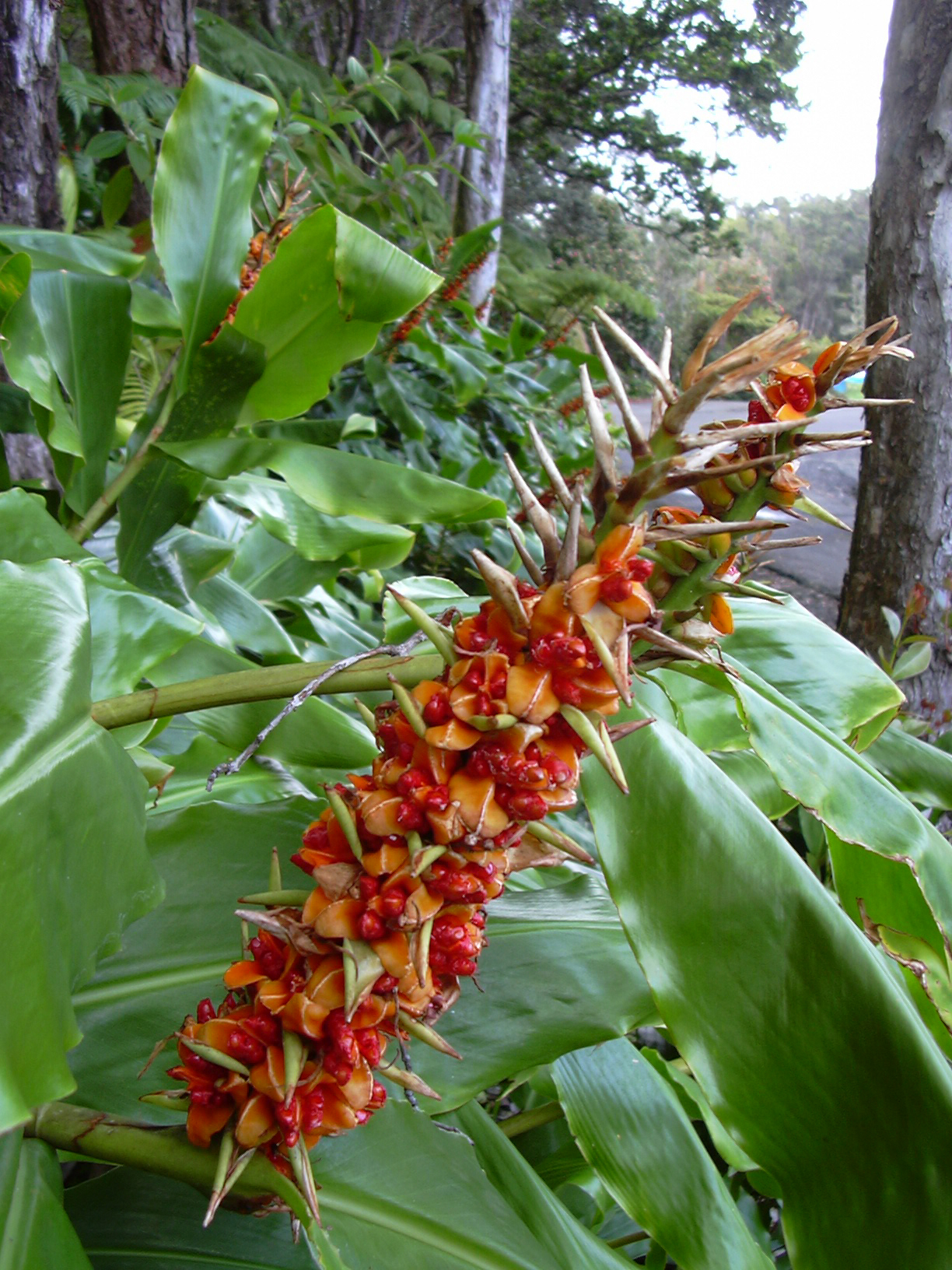
Fruchtstand vom Schmetterlingsingwer (Hedychium gardnerianum)

### Erscheinungsbild und Laubblätter
Hedychium-Arten wachsen als immergrüne, ausdauernde krautige Pflanzen. Sie bilden fleischige, knollig verdickte Rhizome aus. Sie wachsen meist terrestrisch, selten epiphytisch. Die Blattscheiden der Laubblätter formen sogenannte Scheinstämme, die Wuchshöhen von 1 bis 3 m erreichen.
Die wechselständig und zweizeilig (distich) angeordneten Laubblätter sind nie zu grundständigen Rosetten vereinigt. Die Laubblätter besitzen eine Blattscheide und eine einfache, krautige Blattspreite mit erhabener Mittelrippe von der die Seitennerven parallel abzweigen. Im knospigen Stadium ist die Blattspreite der Länge nach eingerollt. Der Blattrand ist glatt. Es sind auffällige Ligulae vorhanden.

### Blütenstände und Blüten
Endständig an den Scheinstämmen werden die zapfenähnlichen, ährigen Blütenstände gebildet, die nur eine bis sechs (mehrere) Blüten, meist 4 bis 6 (2,5 bis 7) cm lange Tragblätter und kleine, röhrige, von den Tragblättern überdeckte Deckblätter enthalten.
Die zwittrigen Blüten sind dreizählig und zygomorph mit doppelten Perianth. Die drei Kelchblätter sind zu einer relativ schmalen, zylindrischen Röhre verwachsen, die auf einer Seite offen ist und oben dreizähnig oder -lappig ist. Die drei Kronblätter sind an ihrer Basis zu einer langen, engen Röhre verwachsen mit drei linealen Kronlappen, die nach dem Aufblühen zurückgebogen sind. Von den ursprünglich sechs Staubblättern ist nur das mittlere Staubblatt des inneren Kreises fertil; es besitzt meist einen relativ langen, linealen Staubfaden. Alle anderen Staubblätter sind zu Staminodien umgebildet. Das mittlere Staminodium des äußeren Kreises fehlt immer. Die beiden seitlichen Staminodien des äußeren Kreises sind kronblattähnlich und größer als die Kronlappen. Die beiden seitlichen Staminodien des inneren Kreises sind zu einem sogenannten Labellum verwachsen; es stellt den auffälligsten Teil der Blüte dar und ist halbkreisförmig und am Ende meist zweilappig. Drei Fruchtblätter sind zu einem unterständigen (synkarpen) dreikammerigen Fruchtknoten verwachsen. In einer Furche des Staubfadens befindet sich der sehr dünne Griffel und die Narbe befindet sich oberhalb der Staubbeutel. Die einzelnen Blüten verwelken schnell, meist sind sie weniger als einen Tag geöffnet.

### Früchte, Samen und Chromosomensätze
Sie bilden dreifächerige, kugelige Kapselfrüchte, die viele Samen enthalten. Die Samen besitzen einen meist gefransten Arillus.
Die Chromosomengrundzahl beträgt x = 17.

## Systematik, Verbreitung und Etymologie

### Systematik
Die Gattung Hedychium wurde 1783 durch Johann Gerhard König in Anders Jahan Retzius: Observationes Botanicae, 3, S. 73–74 aufgestellt. Typusart ist Hedychium coronarium J.Koenig.
Synonyme für Hedychium J.Koenig sind: Gamochilus T.Lestib., Gandasulium Rumph. ex Kuntze, Brachychilum (R.Br. ex Wall.) Petersen.

### Verbreitung

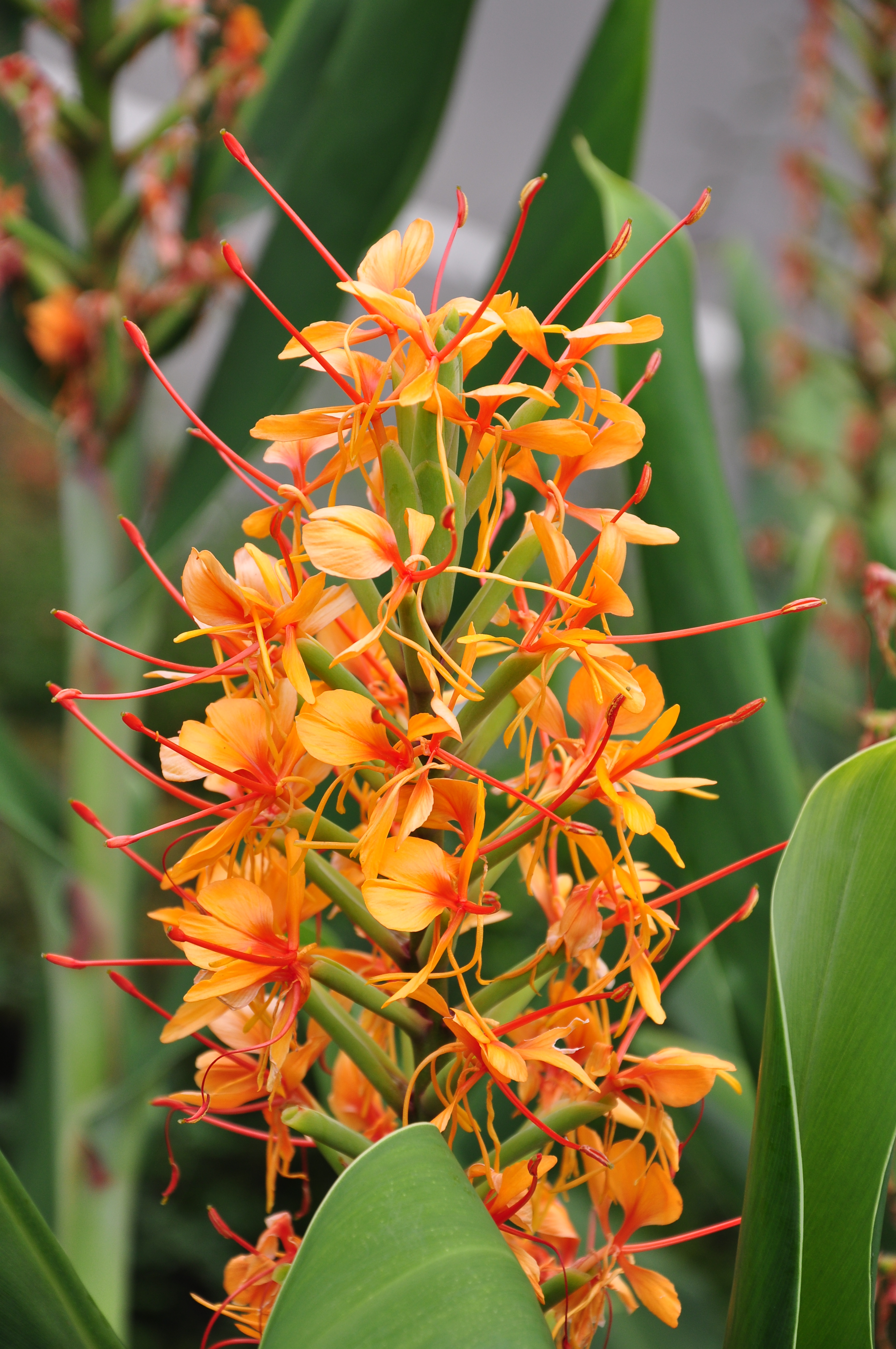
Blütenstand von Hedychium coccineum

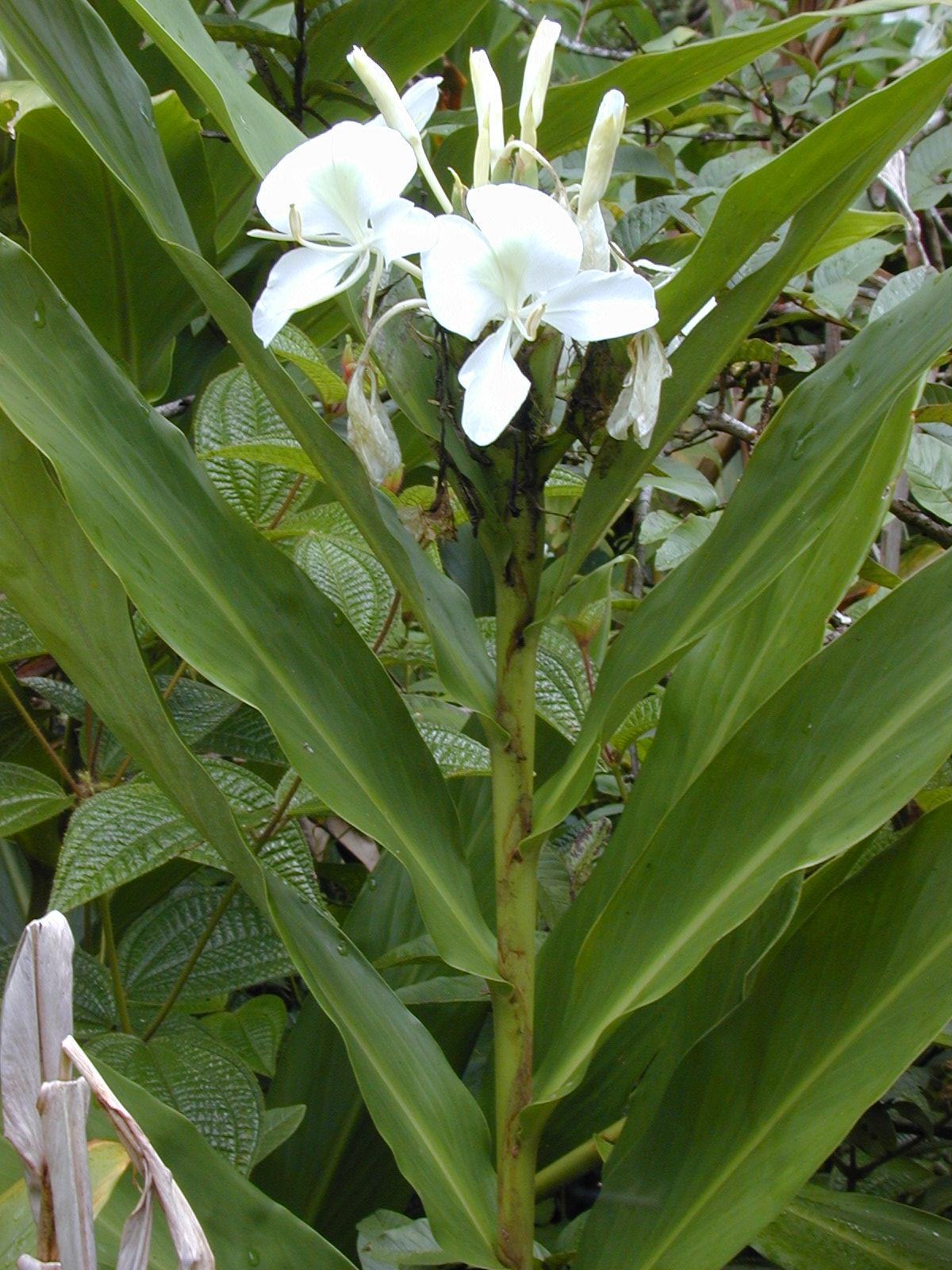
Schmetterlingslilie (Hedychium coronarium)

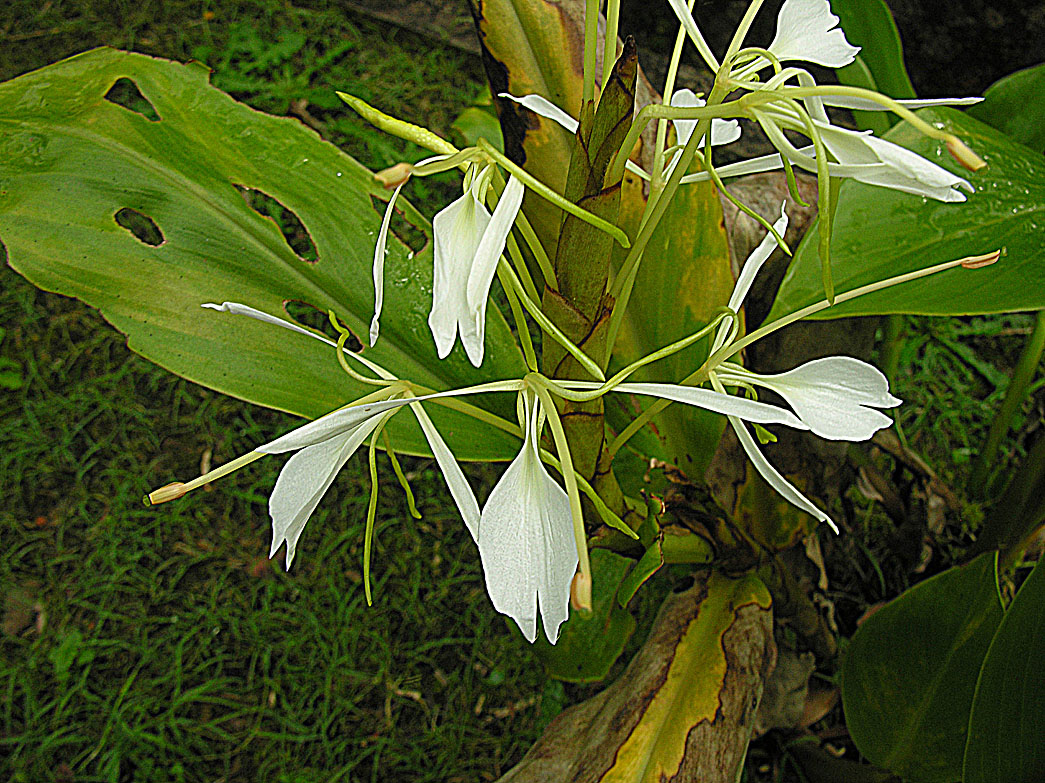
Blüten von Hedychium cylindricum

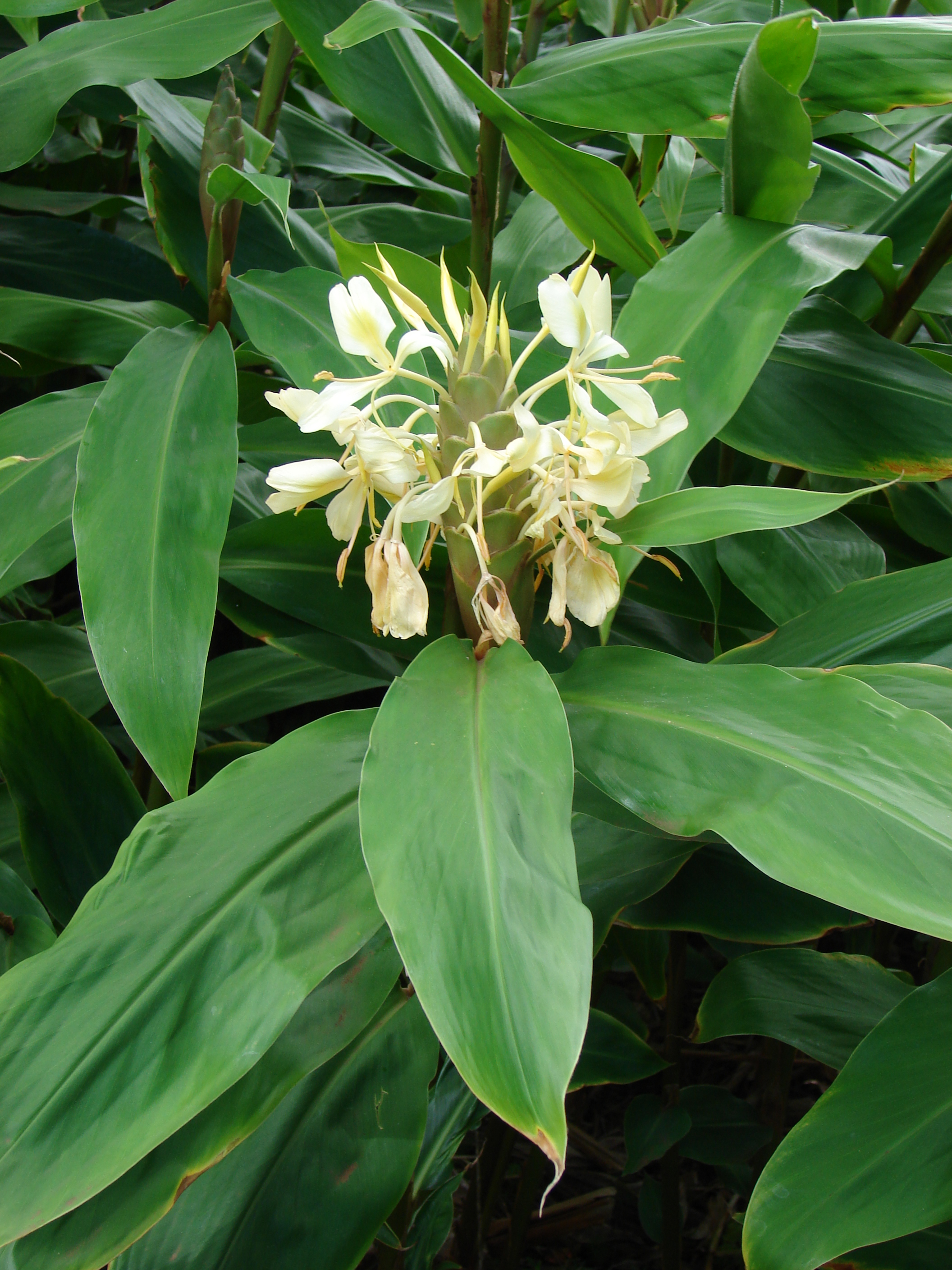
Habitus, Laubblätter und Blütenstand von Hedychium flavescens

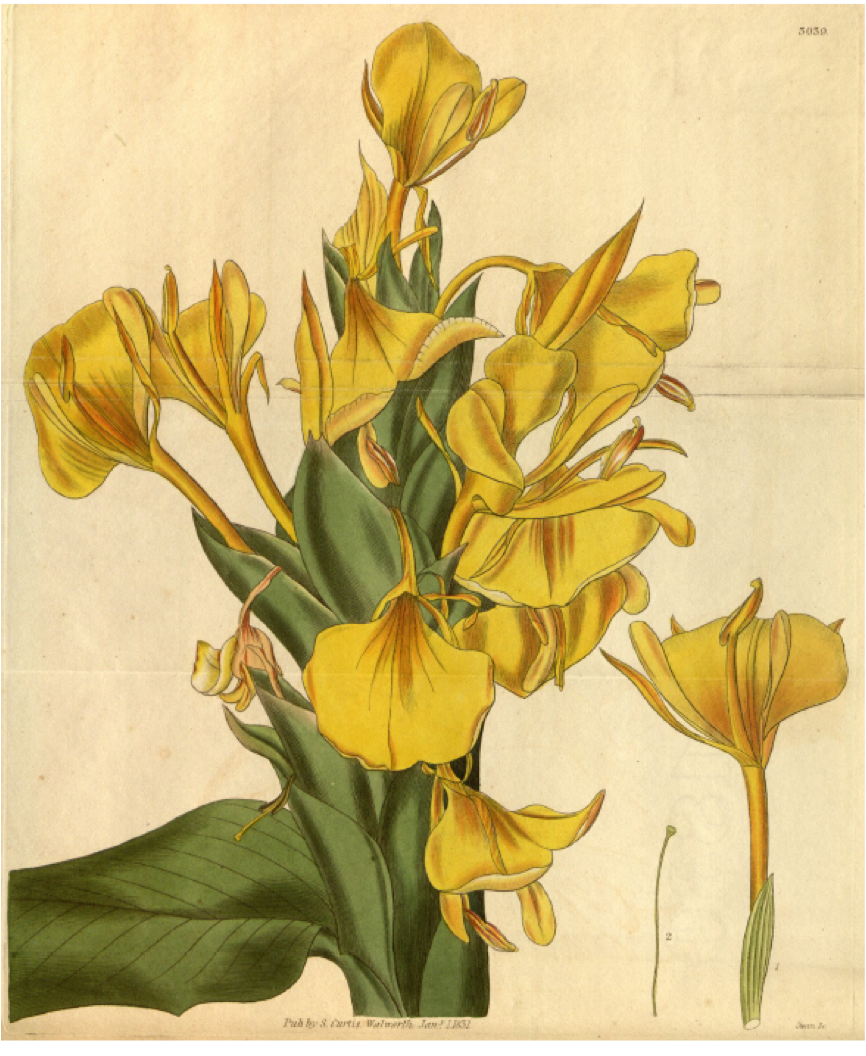
Illustration von Hedychium flavum

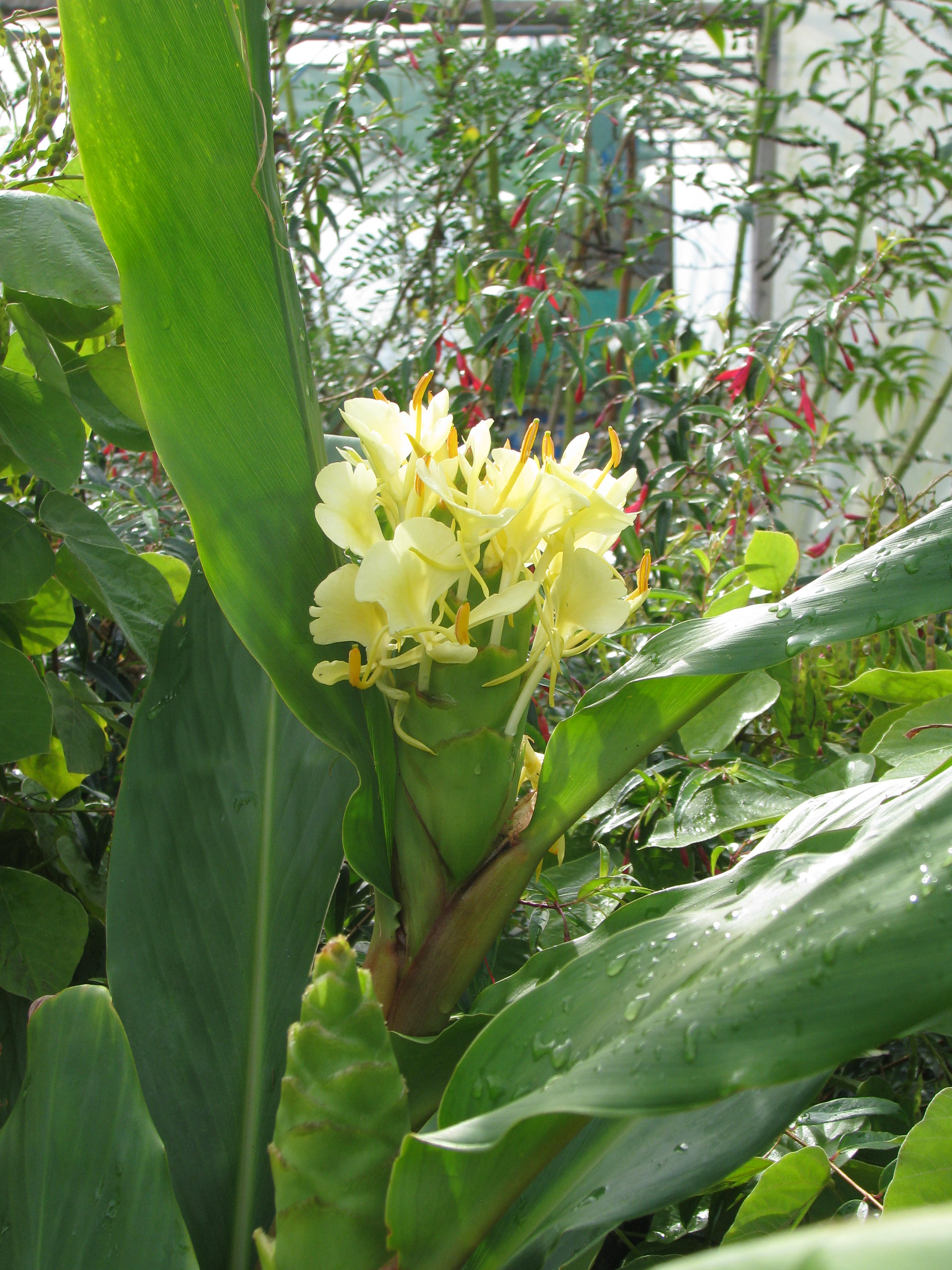
Hedychium flavum

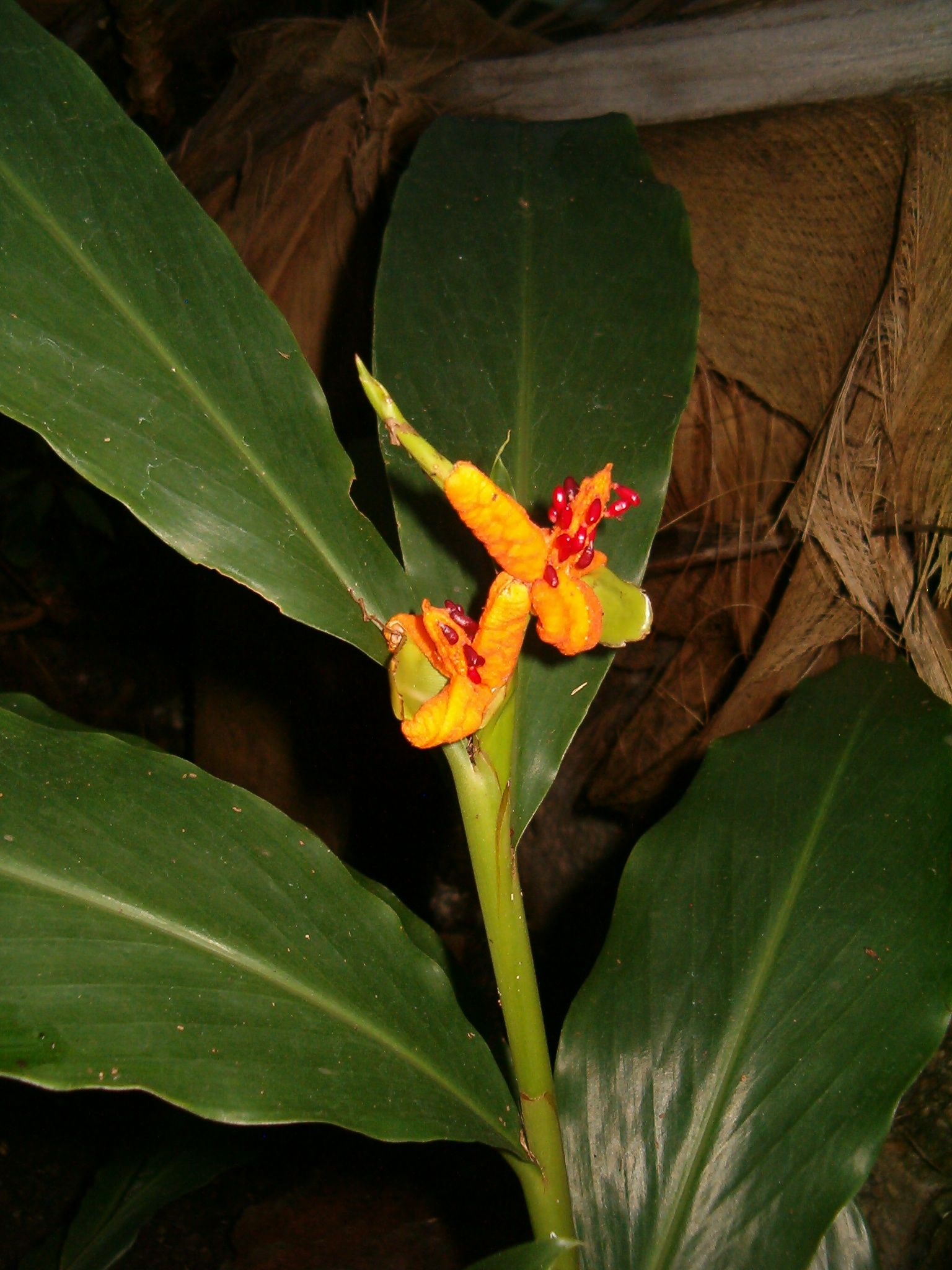
Aufgesprungene Kapselfrucht mit Samen mit rotem Arillus von Hedychium horsfieldii

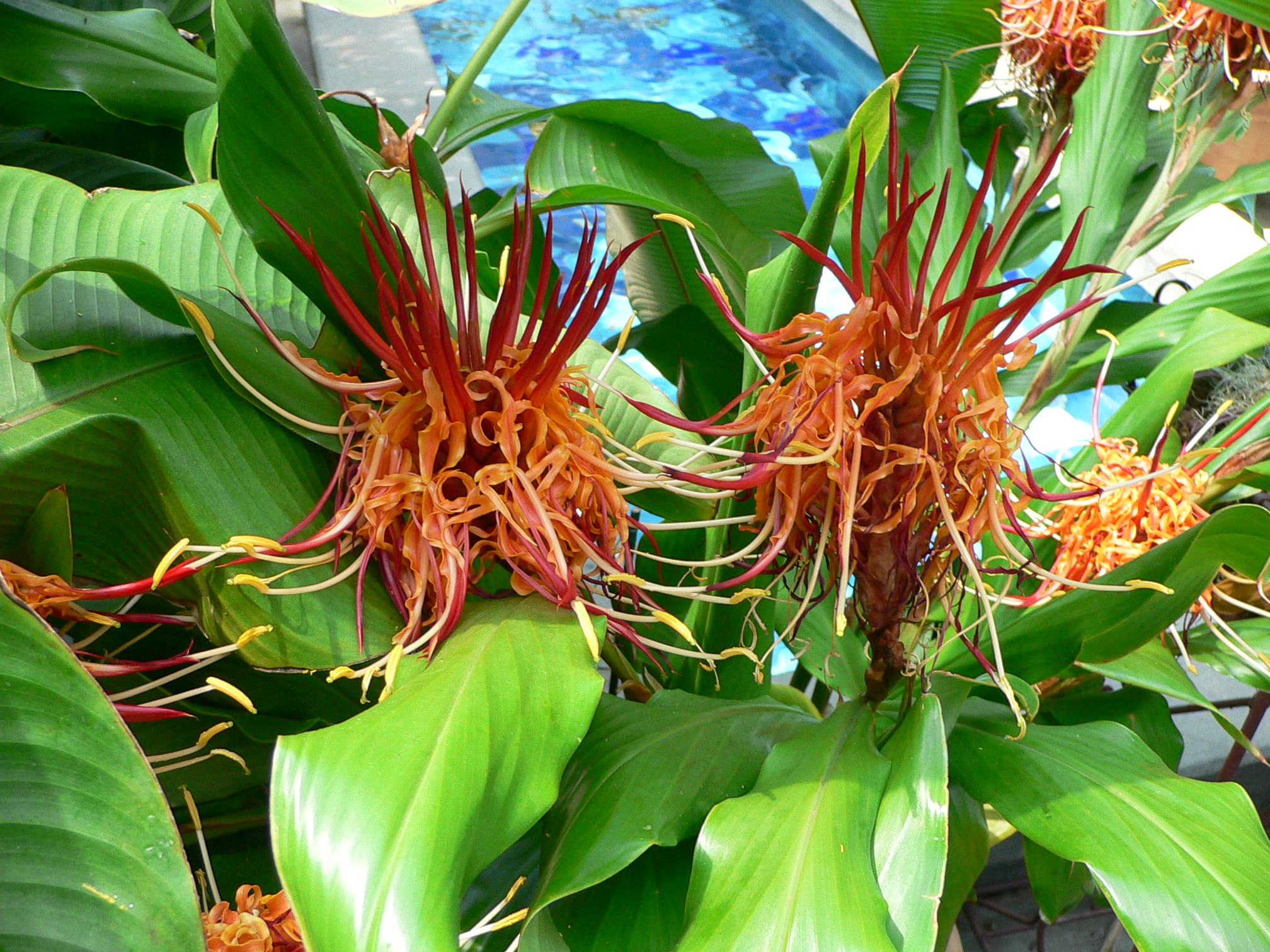
Laubblätter und Blütenstände von Hedychium longicornutum

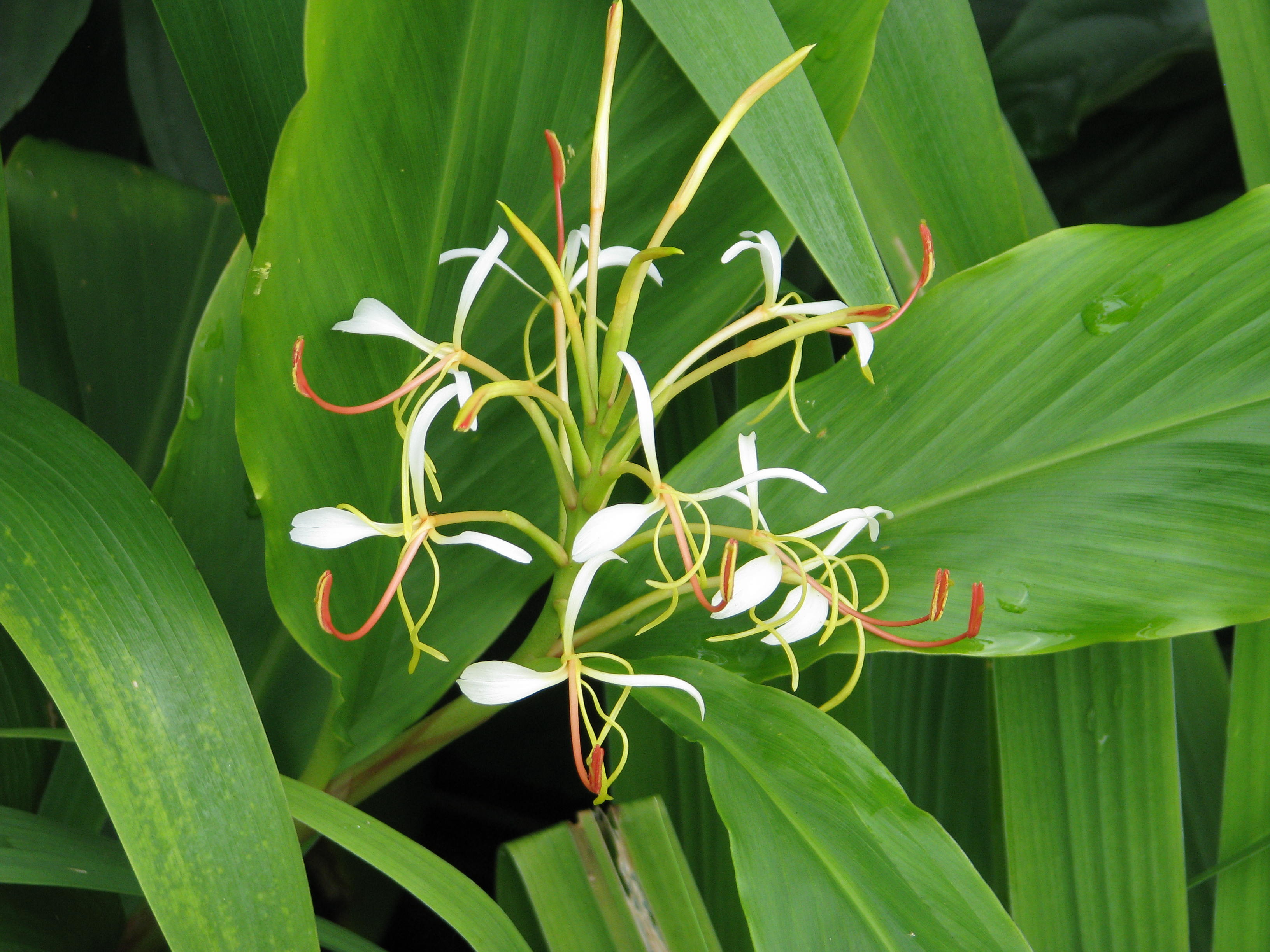
Ähriger Schmetterlingsingwer (Hedychium spicatum)

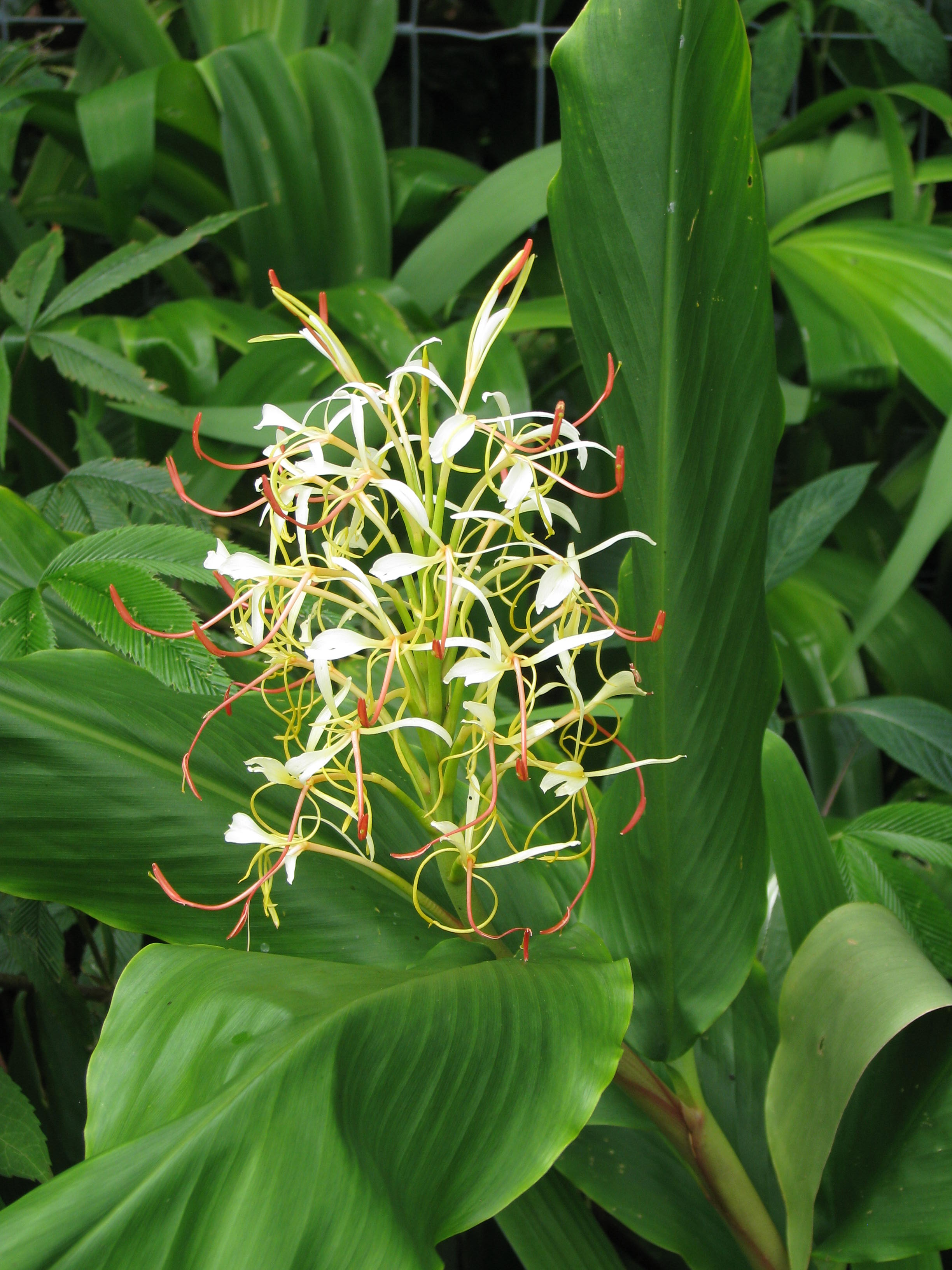
Hedychium yunnanense

Die Gattung Hedychium ist im tropischen bis warm-gemäßigten südlichen Asien und Südostasien (Himalaja) weitverbreitet, außerdem kommt sie in Madagaskar vor. Allein in China gibt es 28 Arten, davon 18 nur dort.

### Etymologie und Trivialnamen
Der botanische Gattungsname Hedychium ist von den griechischen Wörtern hedys für „süß, angenehm“, womit der Duft der Blüten gemeint ist; und chion für „Schnee“, mit Bezug auf die weißen Blüten einer Art hergeleitet; dies wird jedoch selten angezweifelt.
Deutsche Trivialnamen für Hedychium-Arten sind: Zieringwer, Ingwerlilie, Schmetterlingslilie oder Kahili-Ingwer. Englische Trivialnamen für Hedychium-Arten sind garland flower, butterfly ginger, ginger lily oder kahili ginger.
Der Name Kahili-Ingwer kommt vom hawaiianischen Wort kāhili, einem Szepter aus Federn, einem Symbol der Könige im Königreich Hawaii'i. Zur Zeit der Sklaverei wurden dort bspw. der Gelbe Schmetterlingsflieder angesiedelt.
Der Trivialname Schmetterlingsingwer rührt von der Ähnlichkeit einzelner Blüten mit Schmetterlingen.
Der häufig verwendete Trivialname Zieringwer ist allerdings nicht eindeutig, da Arten anderer Gattungen der Ingwergewächse wie Globba oder Alpinia auch unter dieser Bezeichnung beschrieben werden.
Da die Gattung Zingiber mit ihrer bekanntesten Art, dem Ingwer (Zingiber officinale), einige gleichlautende oder sehr ähnliche Artepitheton-Bezeichnungen (Zingiber cylindricum, Zingiber elatum, Zingiber ellipticum, Zingiber gracile, Zingiber griffithii, Zingiber intermedium, Zingiber larsenii, Zingiber longipedunculatum, Zingiber malaysianum, Zingiber marginatum oder Zingiber yunnanense) hat, ist es verwirrend, dass viele Anbieter von Hedychiumpflanzen diese beispielsweise als Roten Ingwer, Tibet-Ingwer oder Kronen-Ingwer listen.

## Arten, Hybriden und Kultivare

### Hedychium-Arten
Es gibt etwa 100 Hedychium-Arten:
- Gold-Zieringwer (Hedychium aureum) C.B.Clarke & H.Mann ex Baker: Kommt von Assam bis Thailand vor.[6]
- Hedychium biflorum Sirirugsa & K.Larsen: Sie kommt in Thailand vor.[6]
- Bijiang-Zieringwer (Hedychium bijiangense T.L.Wu & S.J.Chen): Dieser Endemit gedeiht in Wäldern in Höhenlagen von 2600 bis 3200 Metern nur in Bijiang Xian im nordwestlichen Yunnan. Diese Art wird als Zierpflanze verwendet.[3][8]
- Hedychium bipartitum G.Z.Li: Sie wird kultiviert und kommt in einer Höhenlage von etwa 1200 Metern nur in Guilin Shi im nordöstlichen Guangxi vor.[3]
- Bolaven-Zieringwer (Hedychium boloveniorum K.Larsen): Die Pflanze ist nach dem Bolaven-Plateau in Laos benannt.[6]
- Bordelon-Zieringwer (Hedychium bordelonianum W.J.Kress & K.J.Williams): Die als Epiphyt lebende Pflanze kommt von Bangladesch bis Myanmar vor.[6] Benannt nach Michael W. Bordelon, dem Leiter des National Museum of Natural History Botany Research Greenhouses der Smithsonian Institution in Washington, D.C.[9]
- Borneo-Zieringwer (Hedychium borneense R.M.Sm.): Kommt im nördlichen Borneo vor.[6]
- Bousignon-Zieringwer (Hedychium bousigonianum Pierre ex Gagnep.): Die nach dem französischen Marineoffizier und Pflanzensammler Étienne Nicolas Aristide Bousignon (* 1836) benannte Art kommt in Vietnam vor.[6]
- Kurzstämmiger Zieringwer (Hedychium brevicaule D.Fang): Dieser Endemit gedeiht in Wäldern in Höhenlagen von 500 bis 700 Metern nur in Napo Xian im westlichen Guangxi.[3]
- Gespornter Zieringwer (Hedychium calcaratum A.S.Rao & D.M.Verma): Kommt in Assam vor.[6]
- Champasak-Zieringwer (Hedychium champasakense Picheans. & Wongsuwan): Kommt in Laos in der Provinz Champasak vor, nach der diese Art benannt wurde.[6]
- Chayan Picheansoonthon-Zieringwer (Hedychium chayanianum Wongsuwan): Kommt in Laos vor.[6] Diese Art wurde zu Ehren des thailändischen Botanikers Chayan Picheansoonthon (* 1954) in Anerkennung seiner Arbeiten über die Ingwergewächse von Thailand und Laos benannt.
- Roter Ingwer (Hedychium coccineum Buch.-Ham. ex Sm.): Syn.: Hedychium angustifolium Roxb., Hedychium carneum G.Lodd., Hedychium longifolium Roscoe, Hedychium aurantiacum Roscoe, Hedychium roscoei Wall. ex Roscoe, Hedychium squarrosum Buch.-Ham. ex Wall. Es gibt keine Subtaxa mehr. Sie besitzt rote oder orangefarbene Blüten und ist von Sri Lanka über den Himalaja (nordöstliches Indien, Sikkim, Bhutan, Nepal) bis Myanmar, Thailand, Mêdog Xian im südöstlichen Tibet und die chinesischen Provinzen Guangxi sowie südliches Yunnan verbreitet. Diese Art wird als Zierpflanze verwendet.[3][6]
  - Hedychium coccinneum var. aurantiacum
  - Hedychium coccinneum var. angustifolium
- Hedychium collinum Ridl.: Sie kommt von Thailand bis zur Malaiischen Halbinsel vor.[6]
- Hedychium convexum S.Q.Tong: Dieser Endemit gedeiht in Wäldern in Höhenlagen von etwa 1000 Metern nur in Jinghong Xian im südwestlichen Yunnan.[3]
- Weiße Hedychie, Weißer Schmetterlingsingwer, Schmetterlingsblume, Schmetterlingslilie[10] (Hedychium coronarium J.Koenig): Syn.: Hedychium spicatum G.Lodd. nom. illeg., Hedychium maximum Roscoe, Hedychium lingulatum Hassk., Hedychium chrysoleucum Hook., Hedychium gandasulium Buch.-Ham. ex Wall., Hedychium prophetae Buch.-Ham. ex Wall., Hedychium sulphureum Wall.: Es gibt keine Subtaxa mehr. Sie besitzt weiße Blüten und ist von Sri Lanka und Indien über den Himalaja (Bhutan, Nepal, Sikkim), Myanmar, Thailand, Vietnam, China, Taiwan bis Indonesien, zum Malaiischen Archipel und Australien verbreitet.[6] Sie wird als Heil- sowie Zierpflanze und zur Gewinnung von ätherischen Ölen verwendet.[3]
- Hedychium cylindricum Ridl.: Sie kommt in Sumatra und Borneo vor.[6]
- Hedychium deceptum N.E. Br.: Syn.: Hedychium rubrum A.S.Rao & D.M.Verma; kommt in Assam vor.[6]
- Tibet-Ingwer (Hedychium densiflorum Wall.): Diese Art ist im Himalaja von Indien, Sikkim, Bhutan, Nepal bis zum östlichen Tibet (Bomi Xian) verbreitet.[3]
- Hedychium dichotomatum Picheans. & Wongsuwan: Sie wurde 2013 aus Yunnan erstbeschrieben.[6]
- Hedychium efilamentosum Hand.-Mazz.: Sie gedeiht in Wäldern in Höhenlagen von etwa 1800 Metern in Tibet sowie im nordwestlichen Yunnan.[3][8]
- Hedychium elatum R.Br.: Sie kommt vom Himalaja bis zum östlichen Indien und bis Myanmar vor.[6]
- Kronen-Ingwer (Hedychium ellipticum Buch.-Ham. ex Sm.): Sie gedeiht im Himalaja im indischen Uttar Pradesh, Assam, Bhutan, Myanmar sowie in Vietnam.[6][8]
- Elwes-Zieringwer (Hedychium elwesii Baker): Sie kommt in Assam vor.[6] Benannt nach dem britischen Botaniker Henry John Elwes.
- Erythrostemon-Zieringwer (Hedychium erythrostemon K.Schum.): Sie kommt in Sulawesi vor.[6] Benannt nach der Gattung Erythrostemon (synonym mit Caesalpinia) aus der Familie der Hülsenfrüchtler, die ähnliche Blütenstände haben.
- Gelblicher Zieringwer (Hedychium flavescens Carey ex Roscoe): Syn.: Hedychium coronarium var. flavescens (Carey ex Roscoe) Baker, Hedychium coronarium var. subditum (Turrill) Naik, Hedychium subditum Turrill, Hedychium emeiense Z.Y.Zhu, Hedychium panzhuum Z.Y.Zhu. Sie besitzt weiß-gelbe Blüten und gedeiht im östlichen Himalaja in Assam, im östlichen Nepal und in der westlichen chinesischen Provinz Sichuan sowie in Vietnam.[6] Sie ist eine Heilpflanze.[3][8]
- Gelber Zieringwer (Hedychium flavum Roxb.): Syn.: Hedychium coccineum var. flavum (Roxb.) Baker, Hedychium coronarium var. flavum (Roxb.) Baker, Hedychium coronarium var. urophyllum (G.Lodd.) Baker, Hedychium coccineum var. urophyllum (G.Lodd.) Baker, Hedychium urophyllum G.Lodd. . Sie besitzt gelbe Blüten und gedeiht im Himalaja in Indien, Myanmar, Thailand, Tibet und in den chinesischen Provinzen Guangxi, Guizhou, Sichuan sowie Yunnan.[6] Sie wird als Zierpflanze und zur Gewinnung von ätherischen Ölen verwendet.[3][8]
- Forrest-Zieringwer (Hedychium forrestii Diels): Es gibt seit 2010 drei Varietäten vom indischen Tamil Nadu über Myanmar, Thailand, Laos und die chinesischen Provinzen Guangxi, Guizhou, Sichuan sowie Yunnan bis ins nördliche Vietnam.[6][3] Benannt nach dem schottischen Botaniker und Pflanzensammler George Forrest.[8]
  - Hedychium forrestii var. forrestii
  - Hedychium forrestii var. latebracteatum K. Larsen
- Gelbe Hedychie, Gelber Schmetterlingsingwer oder Kahiliingwer (Hedychium gardnerianum Sheppard ex Ker Gawl.): Benannt nach dem britischen Botaniker und Naturforscher Edward Gardner[8], besitzt die Pflanze gelbe Blüten und gedeiht in ihrem natürlichen Verbreitungsgebiet vor allem im östlichen Himalaja Nepals sowie in Sikkim.[6] Aufgrund ihrer relativen Frosttoleranz als Zierpflanze weitverbreitet, bedroht sie inzwischen allerdings als invasiver Neophyt zahlreiche subtropische Ökosysteme.
- Hedychium glabrum S.Q.Tong. Dieser Endemit gedeiht in Wäldern in Höhenlagen von etwa 2100 Metern nur in Ximeng Va Zu Zizhixian im südlichen Yunnan.[3][8]
- Bläulicher Zieringwer (Hedychium glaucum Roscoe): Kommt vom östlichen Nepal bis Bangladesch vor.[6]
- Hedychium gomezianum Wall.: Sie kommt vom indischen Bundesstaat Arunachal Pradesh bis Thailand vor.[6]
- Zierlicher Schmetterlingsingwer (Hedychium gracile Roxb.): Diese Art kommt von Assam bis Thailand vor.[6][8]
- Hedychium gracillimum A.S.Rao & D.M.Verma: Sie kommt vom östlichen Himalaja bis Assam vor.[6]
- Hedychium gratum Wall. ex Voigt: Sie kommt in Assam vor.[6]
- Scharlachingwer, Bhutan-Ingwer, Green-Zieringwer (Hedychium greenii W.W.Sm.): Sie gedeiht vom östlichen Himalaja bis Assam.[6] Die Art wurde im Bhutan vom Pflanzensammler H.F. Green gefunden.[8]
- Grierson-Zieringwer (Hedychium griersonianum R.M.Sm.): Sie kommt im südlichen Bhutan vor.[6] Benannt nach dem schottischen Botaniker Andrew John Grierson(1929–1990).
- Griffith-Zieringwer (Hedychium griffithianum Wall.): Kommt von Assam bis Thailand vor.[6] Benannt nach dem britischen Botaniker William Griffith.
- van Hasselt-Zieringwer (Hedychium hasseltii Blume): Sie kommt auf Java vor.[6] Benannt nach dem niederländischen Botaniker und Arzt Johan Coenraad van Hasselt.[8]
- Behaarter Zieringwer (Hedychium hirsutissimum Holttum): Sie kommt von Thailand bis zum malaysischen Bundesstaat Perak vor.[6]
- Hooker-Zieringwer (Hedychium hookeri C.B.Clarke ex Baker): Kommt in Assam vor.[6] Benannt nach dem britischen Botaniker Joseph Dalton Hooker.
- Horsfield-Zieringwer (Hedychium horsfieldii R.Br. ex Wall.): Kommt auf Java vor.[6] Benannt nach dem britischen Botaniker, Zoologen und Arzt Thomas Horsfield.
- Hedychium intermedium Blume: Sie kommt auf Java vor.[6]
- Khao Manee-Zieringwer (Hedychium khaomaenense Picheans. & Mokkamul): Sie kommt in Thailand vor und wurde 2005 in der Folia Malaysiana erstbeschrieben.[6] Khao Manee bedeutet im Thailändischen so viel wie weißer Edelstein und ist auch die Bezeichnung einer thailändischen Katzenrasse.
- Guangxi-Zieringwer (Hedychium kwangsiense T.L.Wu & S.J.Chen): Sie kommt in der chinesischen Provinz Guangxi vor.[3]
- Larsen-Zieringwer (Hedychium larsenii M.Dan & C.Sathish Kumar): Kommt in Assam vor.[6] Benannt nach dem dänischen Botaniker Kai Larsen (1926–2012).
- Hedychium lineare R.M.Sm.: Sie kommt in Borneo vor.[6]
- Langgriffliger Zieringwer (Hedychium longicornutum Griff. ex Baker): Sie kommt von Thailand bis zur Malaiischen Halbinsel vor.[6][8]
- Hedychium longipedunculatum Sastry & D.M.Verma: Sie kommt vom östlichen Himalaja bis Assam vor.[6]
- Hedychium longipetalum X.Hu & N.Liu: Sie kommt in Yunnan vor.[3]
- Hedychium luteum Baker: Sie kommt nur in Assam vor.[6]
- Großwurzeliger Zieringwer (Hedychium macrorrhizum Ridl.): Sie kommt nur im malaysischen Bundesstaat Selangor vor.[6]
- Malaysia-Zieringwer (Hedychium malayanum Ridl. ex Burkill & Holttum): Kommt nur im malaysischen Bundesstaat Pahang vor.[6]
- Hedychium marginatum C.B.Clarke: Sie kommt von Assam bis Myanmar vor.[6]
- Hedychium maximum : Sie kommt auf Höhen von 200-280 cm[8]
- Mechuka-Zieringwer (Hedychium mechukanum M. Sabu & Hareesh).[11] Benannt nach der indischen Stadt Mechuka im Bundesstaat Arunachal Pradesh.
- Menghai-Zieringwer (Hedychium menghaiense X.Hu & N.Liu).[3] Benannt nach dem Kreis Menghai im Autonomen Bezirk Xishuangbanna im südlichen Yunnan.
- Menglian-Zieringwer (Hedychium menglianense Y.Y.Qian): Benannt nach dem chinesischen autonomen Landkreis Menglian, kommt in Yunnan vor.[3]
- Muanwongyat-Zieringwer (Hedychium muanwongyathiae Picheans. & Wongsuwan): Sie wurde 2009 aus Thailand erstbeschrieben.[6][12] Benannt nach dem thailändischen Botaniker P. Muanwongyat.
- Mulu-Zieringwer (Hedychium muluense R.M.Sm.): Kommt in Sabah und Sarawak auf Borneo vor.[6] Benannt nach dem Berg Gunung Mulu bzw. dem gleichnamigen Nationalpark Gunung Mulu.
- Nagaland-Zieringwer (Hedychium nagamiense Sanoj, M.Sabu & V.P.Thomas): Sie wurde 2011 aus dem indischen Bundesstaat Nagaland erstbeschrieben.[6]
- Hedychium neocarneum T.L.Wu, K.Larsen & Turland: Es ist ein Endemit in Wäldern bei Simao Xian in Höhenlagen zwischen 1600 und 1900 Meter im südlichen Yunnan.[3][8]
- Hedychium nutantiflorum H.Dong & G.J.Xu: Es ist ein Endemit in Wäldern bei Yuanyang Xian in Höhenlagen zwischen 1600 und 1800 Meter im südlichen Yunnan.[3]
- Sumpf-Zieringwer (Hedychium paludosum M.R.Hend.): Sie kommt nur im malaysischen Bundesstaat Pahang vor.[6]
- Hedychium parvibracteatum T.L.Wu & S.J.Chen: Sie kommt im östlichen Tibet vor.[3][8]
- Hedychium pauciflorum S.Q.Tong: Sie kommt im westlichen Yunnan vor.[3]
- Hedychium peregrinum N.E.Br.: Sie kommt auf Madagaskar vor.[6]
- Philippinen-Zieringwer (Hedychium philippinense K.Schum.): Kommt auf den Philippinen vor.[6]
- Phu Luang-Zieringwer (Hedychium phuluangense Picheans. & Wongsuwan): Sie wurde 2009 aus Thailand erstbeschrieben.[6][12] Benannt ist sie nach dem Phu Luang Distrikt im Nordosten Thailands.
- Poilane-Zieringwer (Hedychium poilanei K.Larsen): Sie kommt in Vietnam vor.[6] Benannt nach dem französischen Botaniker Eugène Poilane.
- Pu'er-Zieringwer (Hedychium puerense Y.Y.Qian): Sie gedeiht in Wäldern in Höhenlagen zwischen 1300 und 1600 Meter im südlichen Yunnan.[3][8] Benannt ist diese Art nach der chinesischen Stadt Pu’er.
- Putao-Zieringwer (Hedychium putaoense Y.H. Tan & H.B. Ding): Sie kommt bei Putao im Kachin-Staat im Norden von Myanmar vor.[13]
- Pynursla-Zieringwer (Hedychium pynursulaeanum S.K.Jain & S.C.Srivast.): Kommt in Assam vor.[6] Benannt nach Pynursla, einem der 60 Wahlkreise des indischen Bundesstaates Meghalaya.
- Qingcheng-Zieringwer (Hedychium qingchengense Z.Y.Zhu): Kommt in der Provinz Qingcheng in Sichuan vor.[3][8]
- Hedychium radiatum A.S.Rao & Hajra: Sie kommt im östlichen Himalaja vor.[6]
- Rao-Zieringwer (Hedychium raoi G.D.Pal & G.S.Giri): Die nach dem indischen Botaniker Aragula Sathyanarayana Rao (1924–1983) benannte Art kommt im indischen Bundesstaat Arunachal Pradesh vor.[6]
- Hedychium robustum A.S.Rao & Hajra: Sie kommt im östlichen Himalaja vor.[6]
- Roxburgh-Zieringwer (Hedychium roxburghii Blume): Sie kommt in zwei Varietäten von Java bis Bali vor.[6] Benannt nach dem schottischen Botaniker und Arzt William Roxburgh.
- Ko Samui-Zieringwer (Hedychium samuiense Sirirugsa & K.Larsen): Sie kommt in Thailand vor.[6] Benannt nach der thailändischen Insel Ko Samui.
- Satyanarayana-Zieringwer (Hedychium satyanarayanum S.C.Srivast.): Sie kommt im indischen Bundesstaat Meghalaya vor.[6] Benannt nach dem indischen Botaniker Pothu Satyanarayana.
- Siam-Zieringwer (Hedychium siamense Picheans. & Wongsuwan): Sie kommt in Thailand vor.[6]
- Simao-Zieringwer (Hedychium simaoense Y.Y.Qian): Es ist ein Endemit in Wäldern bei Simao Xian in Höhenlagen von etwa 1400 Meter im südlichen Yunnan.[3][8]
- Sirirugsa-Zieringwer (Hedychium sirirugsae M.Dan & C.Sathish Kumar): Sie kommt im indischen Bundesstaat Manipur vor.[6] Benannt nach dem Botaniker P. Sirirugsa.
- Schöner Zieringwer (Hedychium speciosum Wall.): Sie besitzt gelbe Blüten und gedeiht vom östlichen Indien bis Thailand.[6]
- Ähriger Schmetterlingsingwer[10] (Hedychium spicatum Sm.): Er besitzt weiße Blüten und gedeiht vom Himalaja bis zum südlichen und zentralen China.[6][8] Diese Art ist Bestandteil der traditionellen chinesischen und tibetanischen Medizin, sowie der Unami-Medizin. das getrocknete Rhizom dieser wird in Äthiopien als Räucherwerk verwendet. Das ätherische Öl duftet ähnlich wie Hyazinthen.
  - Hedychium spicatum var. spicatum
  - Hedychium spicatum var. acuminatum (Roscoe) Wallich.[8]
  - Hedychium spicatum 'Shirui Steps'
- Hedychium stenopetalum Lodd.: Sie kommt von Bhutan bis Indochina vor.[6][8]
- Hedychium tenellum (K.Schum.) R.M.Sm.: Sie kommt auf den Molukken vor.[6]
- Tengchong-Zieringwer (Hedychium tengchongense Y.B.Luo): Sie kommt im westlichen Yunnan vor.[6][8] Benannt ist sie nach der Stadt Tengchong.
  - Hedychium tengchongense 'Trum Tron': von Crug Farm in Wales vom Tram Tron Pass in Vietnam eingeführt, hat bisher −15 °C. überstanden.
- Hedychium tenellum (K.Schum.) R.M.Sm.: Sie kommt auf den Molukken vor.[6] Thailändischer Zieringwer (Hedychium thaianum Mokkamul & Picheans.): Sie kommt im nördlichen Thailand vor.[6]
- Nadelkissen-Ingwer (Hedychium thyrsiforme Sm.): Diese Art kommt vom Himalaja bis zum östlichen Indien und bis Myanmar vor.[6][8]
- Hedychium tienlinense D.Fang: Sie kommt im nordwestlichen Guangxi vor.[3]
- Filziger Zieringwer (Hedychium tomentosum Sirirugsa & K.Larsen): Sie kommt in Thailand vor.[6]
- Hedychium venustum Wight: Sie kommt in den Nilgiri-Bergen des südlichen Indien und in Myanmar vor.[6]
- Behaarter Zieringwer (Hedychium villosum Wall.): Sie kommt in zwei Varietäten vom östlichen Nepal bis zur Malaiischen Halbinsel und bis ins südliche China (Guangdong, Guangxi, Hainan, Yunnan) vor.[6][3][8]
  - Hedychium villosum var. villosum
  - Hedychium villosum var. tenuiiflorum Wallich ex Baker[8]
- Wangmo-Zieringwer (Hedychium wangmoense F.J. Mou & X. Hu): Sie kommt im Kreis Wangmo im Südwesten der chinesischen Provinz Guizhou vor.[14]
- Ward-Zieringwer (Hedychium wardii C.E.C.Fisch.): Kommt in Assam vor.[6] Benannt nach dem britischen Pflanzensammler und Botaniker Frank Kingdon Ward, der diese Art entdeckte.
- Ximeng-Zieringwer (Hedychium ximengense Y.Y.Qian): Sie kommt im südlichen Yunnan im Autonomen Kreis Ximeng der Va vor.[3][8]
- Yingijang-Zieringwer, Yingjiang-Ingwer (Hedychium yungjiangense S.Q.Tong): Sie kommt im westlichen Yunnan vor.[3] Benannt Yingjiang, einem Kreis des Autonomen Bezirks Dehong der Dai und Jingpo im Westen der chinesischen Provinz Yunnan.[15][8]
- Yunnan-Zieringwer, Yunnan-Ingwer (Hedychium yunnanense Gagnepain): Kommt von den chinesischen Provinzen Guangxi und Yunnan bis Vietnam vor.[6][3][8]
- Ziro-Zieringwer (Hedychium ziroense V. Gowda & Ashokan): Sie kommt im Nordosten von Indien vor.[16] Benannt ist diese Art nach der Stadt Ziro im Lower Subsansiri Distrikt im indischen Bundesstaat Arunachal Pradesh.

### Hedychium-Kultivare und Hedychium-Hybriden

#### Hybriden
- Hedychium ×moorei W.Watson: Hedychium coccineum Buch.-Ham. ex Sm. × Hedychium gardnerianum Sheppard ex Ker Gawl.; benannt nach dem englischen Gärtner und Botaniker Thomas Moore
- Hedychium ×wilkeanum W.Watson: Hedychium coronarium J. Koenig × Hedychium gardnerianum Sheppard ex Ker Gawl.
- Hedychium ×natmataungense Nob.Tanaka: eine Naturhybride, die nach dem Berg Nat Ma Taung in Myanmar benannt ist, gelegen im Natmataung National Park.

#### Kultivare
Allein in Branneys Publikation „Hardy Gingers“ werden über achtzig Hybriden beschrieben.
- Hedychium 'Anne Bishop': apricot-farbenen Blüten[17]
- Hedychium 'Carnival': gezüchtet von Tom Wood, mit duftenden orange-gelben Blüten[17]
- Hedychium 'Daniel Weeks': =Hedychium flavescens x Hedychium gardnerianum, gezüchtet von Russell Adams, winterhart bis USDA-Zone 7[17]
- Hedychium 'Dave Case': gezüchtet von Tom Wood, mit hellorangefarbenen Blüten[8]
- Hedychium 'Devon Cream': Hedychium × wilkeanum 'Devon Cream'= Hedychium coronarium x Hedychium gardnerianum[17]
- Hedychium 'Doctor Moy': Hedychium flavum x Hedychium coccineum, mit duftenden orange-gelben Blüten[17]
- Hedychium 'Double Eagle': gezüchtet von Tom Wood, mit pfirsichorangefarbenen Blüten[8]
- Hedychium 'Doyle Smittle'
- Hedychium 'Edison Home': Hybride von Hegychineum coccineum mit oirsichrosafarbenen Blüten[8]
- Hedychium 'Elizabeth' : gezüchtet von Tom Wood, mit duftenden rosa und lachsfarbenen Blüten[17]
- Hedychium 'Filigreel': gezüchtet von Tom Wood u. a. aus Hedychium hasselti, mit duftenden orange-gelben Blüten und scharlachroten Samen[17]
- Hedychium 'Kanogie': eine Spielart von Hedychium Doctor Moy' mit panaschierten Blättern[17]
- Hedychium 'Kinkaku': gezüchtet vom japanischen Züchter Mr. Koyama, winterhart bis USDA-Zone 7[17]
- Hedychium 'Lemon Sherbet'[17]
- Hedychium 'Luna Moth': winterhart bis USDA-Zone 7[17]
- Hedychium 'Peach Delight'[17]
- Hedychium 'Pink Flame': winterhart bis USDA-Zone 7[17],
- Hedychium 'Pink V'[17]
- Hedychium 'Slims Orange': hat schmale blaugrüne Blätter und orange-rote Blüten
- Hedychium 'Tara': wurde früher als Züchtung aus Hedychium densiflorum betrachtet, hat grau-grünes Blattwerk und orangefarbene Blüten.[17]
- Hedychium 'Tahitian Flame': Spielart von Hedychium 'Doctor Moy' ; mit orangefarbenen Blüten[17]
- Hedychium 'Thai Emperor': Hybride von Hedychium 'Doyle Smittle'[17]
- Hedychium 'Thai Mammoth': Hybride von Hedychium 'Doyle Smittle' mit großen weißen Blüten.[17]
- Hedychium 'Vanilla Ice'[17]

## Hedychien als Neophyten
Hedychium gardnerianum wurde als Zierpflanze schon seit 1824 fast weltweit in entsprechendem Klima kultiviert. Sie ist vielerorts verwildert und als Neophyt wildwachsend etabliert. Als invasive Art bedroht sie die Biodiversität unter anderem auf den Inseln Réunion, Madeira, Jamaika und der Inselgruppe der Azoren. Verwilderungen in zahlreichen anderen Regionen, darunter auch Galicien im Nordwesten Spaniens, gelten derzeit noch als nicht bedrohlich. Auf den Azoren wird Hedychium im Rahmen des europäischen Life-Naturschutzprogramms bekämpft, um die einheimische Flora zu schützen.
Gleiches gilt für die ursprünglich im Himalayagebiet heimische, zur Zeit der Sklaverei nach Brasilien eingeführte Hedychium coronarium (dt. Schmetterlingslilie, auch Weißer Schmetterlingingwer), die dort inzwischen ebenfalls als aggressive, invasive Pflanze betrachtet wird, während sie andererseits als „Flor de Mariposa“ (wörtlich übersetzt „Schmetterlingsblume“) die Nationalpflanze von Kuba ist.

## Hedychien als Gartenpflanzen im gemäßigten Klima
Einige Hedychien-Arten,- Kultivare bzw. -Hybriden wie beispielsweise Hedychium gardnerianum, Hedychium flavescens, Hedychium spicatum, Hedychium greenii oder Hedychium 'Daniel Weeks' sind relativ winterhart und eignen sich u. a. zur Freilandkultur im gemäßigten Klima Mitteleuropas in klimatisch begünstigten Zonen, bspw. in Wein-Anbaugebieten. Ähnlich wie bei den Ingwerorchideen (Roscoea), treibt auch der Zieringwer erst spät im Mai aus. Wichtig ist ein nicht zu sonniger und trockener Standort und eine gute Drainage gegen Winternässe. In rauen Lagen ist ein Winterschutz mit Mulch zu empfehlen. Im Sommer brauchen die Pflanzen dagegen viel Feuchtigkeit. Die Pflanzen sind relativ unanfällig für Schädlinge und Krankheiten, Nässe und Wurzelfäule in der kalten Jahreszeit sind dagegen gefährlich.
Die Vermehrung kann über Aussaat, Rhizomteilung oder über Zwiebelbildung an den Sprossen erfolgen.

## Hedychien als Heilpflanzen
Einige Hedychien-Arten haben Bedeutung als Heilpflanzen. So spielt bspw. Hedychium coronarium eine Rolle in der Volksmedizin Indiens, Chinas und Japans, sowie vielen südostasiatischen Ländern. Die Pflanze gilt als fiebersenkend, tonisierend und antirheumatisch u. a. zur Behandlung von Asthma, Bronchitis, Arthritis oder Kopfschmerzen.